# ريكيا كوياما
ريكيا كوياما (小山力也 كوياما ريكيا) هو ممثل ياباني ولد في 18 ديسمبر 1963 في كيوتو.

## أدواره في الأنمي

### مسلسلات أنمي تلفزيونية
- ناروتو شيبودن - ياماتو
- بوروتو: ناروتو نكست جينيريشنز - ياماتو
- روك لي وأصدقائه النينجا - ياماتو
- هاجيمي نو إيبو - مامورو تاكامورا
- هاجيمي نو إيبو New Challenger - مامورو تاكامورا
- هاجيمي نو إيبو Rising - مامورو تاكامورا
- ون بيس ـ كيروس
- فيت/ستاي نايت - كيريتسوغو إميا
- فيت/ستاي نايت Unlimited Blade Works - كيريتسوغو إميا
- فيت/زيرو - كيريتسوغو إميا
- تنبو إيبون أياكاشي أياشي - آبي
- آيشيلد 21 - غين تاكيكورا/موساشي
- كامن نو ميد غاي - كوغاراشي
- سول إيتر - حاصد الأرواح
- بوسو رينكين - فيكتور
- أسطورة الماجونغ أكاغي - نانغو
- سبيد غرافر - غينبا ريوغوكو
- بليتش - كويوتي ستارك
- فل ميتال بانيك! The Second Raid - بيلفانغان كروزو
- سولتي راي - فنسنت جريكو
- جوشين إنبو - كويو
- عندما تبكي النوارس - رودولف أوشيروميا
- المحقق كونان - توغو موري (الصوت الثاني)
- ماجيك كايتو 1412 - كوغورو موري
- ناتسو نو أراشي! أكينايتشو - رينتارو أراشياما
- دورارارا!! - شوجي نييكاوا
- دورارارا!! ×2 المنتصف - شوجي نييكاوا
- دورارارا!! ×2 الخاتمة - شوجي نييكاوا
- أراكاوا أندر ذا بريدج - سيكي إيتشينوميا
- أراكاوا أندر ذا بريدج x بريدج - سيكي إيتشينوميا
- كوباتو. - غنكو
- كاتاناغاتاري - سودا إيمونزايمون
- فايري تايل - فوكورو
- رايدباك - تينشيرو أوكاكورا
- آيرون مان - لوغان
- وولفرين - لوغان/وولفرين
- إكس-من - لوغان/وولفرين
- بليد - لوغان
- غا-راي زيرو - كودو كوزونو
- ذئب وتوابل II - مارك كول
- أسطورة الأبطال الأسطوريين - لورال لوترو
- هيوغيمونو - أودا نوبوناغا
- قطاع التسوق السحري أبينوباشي - يوتوس
- حفيد نوراريهيون: عاصمة العفاريت - آبي نو سيمي
- المنافس الشرس كايجي - ناكاياما
- ديفل سرفايفر 2 ذي أنيميشن - رونالدو كوريكي
- عاصفة زيتسوين - سامون كوساريبي
- دانغانرونبا ذي أنيميشن - جين كيريغيري
- جاليلي دونا - غيشيو فيراري
- إيوريكا سفن - نورب
- أويدو روكيت - ميماساكا تينبي
- سبيس داندي - الإخوة ق. مل
- بلاك بوليت - كاغيتاني هيروكو
- كابتن إيرث - تسوتومو نيشيكوبو
- رينبو: نيشا روكوبو نو شيتشينين - روكوروتا ساكوراغي
- الآلي السليم دايميدالر - الراوي
- كنز نانانا ريوغاجو - والد جوغو ياما
- جبهة حاجز الدم - كلاوس فون راينهيرتز
- جبهة حاجز الدم & BEYOND - كلاوس فون راينهيرتز
- جانسلينجر ستراتوس - أكيرا راكاندو
- الوحوش الطفيلية: ثوابت النجاة - ياماغيشي
- أوشيو وتورا - تورا، شاغاكوشا
- حروب الطعام: شوكوغكي نو سوما - جويتشيرو يوكيهيرا
- حروب الطعام: شوكوغكي نو سوما: الطبق الثاني - جويتشيرو يوكيهيرا
- حروب الطعام: شوكوغكي نو سوما: الطبق الثالث - جويتشيرو يوكيهيرا
- ذا سول تيكر - زابو
- الخطايا السبع المميتة - زاراتراس
- غود إيتر - يوهان فون شيكسال
- معرض الفن المزيف - تشارلي نيكولاس
- حماس كرة القدم - ماسارو هاناشيما
- بطولات أرسلان - لوسيان
- بطولات أرسلان: رقصة الرياح المغبرة - لوسيان
- الفرقة المتنقلة المدرعة: ستاند ألون كومبليكس سكند غيغ - هيديو كوزي
- بوبوكي بورانكي - أكيرا كازوكي
- بوبوكي بورانكي: عمالقة الكوكب - أكيرا كازوكي
- بونغو ستراي دوغز - يوكيتشي فوكوزاوا
- بوكيمون - دكتور بروكتور
- بوكيمون إكس/واي - كاغيتومو
- بوكيمون أوريجينز - جيوفاني
- هنتر x هنتر (2011) - جين فريكس
- بيرسيرك (2016) - موزغوس
- أول آوت!! - تاداكازو تايرا
- فرسان سيدونيا - هيروكي سايتو
- فرسان سيدونيا: معركة الكوكب التاسع - هيروكي سايتو
- تيرافورمرز ريفنج - دوناتيلو ك ديفيس
- متاعب سايكي كوسوؤو - توم
- أنغولموا: غزو المغول - أونيتاكيمارو
- بوبتيبيبيك - بوبوكو (الحلقة 10B)
- بلانيت ويث - سينسي
- دبل ديكر: دوغ آند كيريل - ترافيس ميرفي
- البرسيم الأسود - دانتي
- آيدولي برايد - شينجي سايغوس

### أنمي الإنترنت
- ديفل مان: الطفل الباكي - كايم
- وجبة الغداء في منزل إميا - كيريتسوغو إميا

### أوفا أنمي
- البدلة المتنقلة جاندام يونيكورن - فلاست سكول
- المعلم الساحر نيغيما!: عالم آخر - جاك راكان
- هاجيمي نو إيبو Champion Road - مامورو تاكامورا
- كودوكو نو غورميت - غورو إينوغاشيرا

### أفلام أنمي
- فيلم ناروتو شيبودن: الروابط - ياماتو
- فيلم ناروتو شيبودن: البرج المفقود - ياماتو
- مغامرة جوجو الغريبة: فانتوم بلاد - ويل إيه زيبيلي
- سلسلة أفلام المحقق كونان
  - المحقق كونان: السفينة الضائعة في السماء - توغو موري
  - المحقق كونان: 15 دقيقة من الصمت - توغو موري
  - المحقق كونان: المهاجم الحادي عشر - توغو موري
  - المحقق كونان: عين خفية في البحر البعيد - توغو موري
  - لوبين الثالث ضد المحقق كونان: الفيلم - توغو موري
  - المحقق كونان: قناص من بعد آخر - توغو موري
  - المحقق كونان: تباعات الشمس الجهنمية - توغو موري
  - المحقق كونان: الكابوس الأشد سوادا - توغو موري
  - المحقق كونان: رسالة الحب القرمزية - توغو موري
  - المحقق كونان: جلاد زيرو - توغو موري
- سلسلة أفلام بيرسيرك: العصر الذهبي
  - بيرسيرك: العصر الذهبي I بيضة الحاكم - يوليوس
  - بيرسيرك: العصر الذهبي II معركة دولدراي - أدون
  - بيرسيرك: العصر الذهبي III النزول - كونراد
- سينت سيا: ليجند أوف سانكتشواري - توروس ألديباران
- أكاديميتي للأبطال ذا موفي: البطلين - ولفرام
- بونغو ستراي دوغز DEAD APPLE - يوكيتشي فوكوزاوا
- فيت/كاليد لاينر بريزما إليا: وعد تحت الثلج - كيريتسوغو إميا
- سلسلة أفلام فيت/ستاي نايت Heaven's Feel
  - فيت/ستاي نايت Heaven's Feel: الفصل الأول: presage flower - كيريتسوغو إميا

## أدواره في ألعاب الفيديو
- سنغوكو باسارا: ساموراي هيروز - كانبي كورودا
- مترويد: أثر إيم - أدام مالكوفيتش
- فاينل فانتسي XII - باش فون روزنبرغ
- ألتيميت مارفل فرسس كابكوم 3 - فرانك ويست
- تيلز أوف إينوسنس - أسرا
- تيلز أوف فيسبيريا - دوك بانتاري
- غود إيتر - يوهان فون شيكسال
- غود إيتر بورست - يوهان فون شيكسال
- الخطايا السبع المميتة: أنجاست سن - زاراتراس
- مغامرة جوجو الغريبة: فانتوم بلاد - ويل إيه زيبيلي
- جوجوز بيزار أدفنتشر: أول ستار باتل - يوشيكاغي كيرا/كوساكو كاواجيري
- ناروتو شيبودن: كيزونا درايف - ياماتو
- ناروتو: باورفل شيبودن - ياماتو
- ناروتو شيبودن: ألتيميت نينجا ستورم ريفولوشن - ياماتو
- ناروتو شيبودن: ألتيميت نينجا ستورم 4 - ياماتو
- ون بيس: وورلد سيكر - آيزاك

## أدواره في الدبلجة اليابانية
- 24 - جاك باور
- إي آر - دكتور دوغ روس
- ماتريكس - نيو
- الماتريكس 2 - نيو
- البحث عن نيمو - كروات
- تذكار - ليونارد
- ثلاثية أفلام سيد الخواتم
  - سيد الخواتم: رفقة الخاتم - بورومير
  - سيد الخواتم: البرجان - بورومير
- جاذبية - مات كوالسكي
- السيد والسيدة سميث - إدي
- السرعة الخامسة - لوك هوبس
- سرعة وغضب 6 - لوك هوبس
- أفاعي في طائرة - ثري جيز
- دون أثر - داني تايلور

## وصلات خارجية
- ريكيا كوياما على موقع IMDb (الإنجليزية)
- ريكيا كوياما على موقع ألو سيني (الفرنسية)
- ريكيا كوياما على موقع ميوزك برينز (الإنجليزية)
- ريكيا كوياما على موقع أول موفي (الإنجليزية)
- ريكيا كوياما على موقع قاعدة بيانات الفيلم (الإنجليزية)
- ريكيا كوياما على موقع كينوبويسك (الروسية)
- ريكيا كوياما على موقع ANN person (الإنجليزية)
- صفحة IMDb